# Araneus tepic
Araneus tepic là một loài nhện trong họ Araneidae.
Loài này thuộc chi Araneus. Araneus tepic được Herbert Walter Levi miêu tả năm 1991.